# RK Bosna Visoko
Rukometni klub Bosna je klub iz Visokog, osnovan 9. veljače 1954. godine. Natječe se u rukometnoj Premijer ligi Bosne i Hercegovine. Domaće utakmice igra u dvorani Mladost.

## Povijest
Rukometni klub u Visokom se rađa 19. veljače 1954. godine s osnivanjem Srednjoškolskog športskog društva Mladost koje je djelovalo u Državnoj realnoj gimnaziji. Ferid Semić je bio najzaslužniji za osnivanje SSD Mladost. On je kao student u Zagrebu upoznao rukomet. Već 1948. godine se zapošljava u Fiskulturnom savezu BiH, a 11. studenog 1950. postaje nastavnik fiskulture u visočkoj Državnoj realnoj gimnaziji iz koje je i poteklo društvo Mladost. Od jeseni 1955. pridružuje mu se Petar Markotić – Pero, s kime stvara prvu rukometnu generaciju u Visokom. 15. ožujka 1960. OSD Mladost prerasta u rukometni klub Bosna.
Od jeseni 1962. godine sva zbivanja su prešla na asfaltirano rukometno igralište na gradskom stadionionu koji će vremenom dobiti i svoje tribine i prostorije kluba. Najvažniji trenutak za rukometni klub Bosna biva dovođenje Srđana Praljka - Šjora iz sarajevske Mlade Bosne, koji je naslijedio prvog pravog rukometnog trenera u klubu Ivicu Paukovića. Srđan Praljak je od 1. rujna 1960. do 31. srpnja 1971. stvarao i udario temelje prepoznatljive visočke rukometne škole.

### Prva Jugoslovenska liga
Generacija koju je trenirao Srđan Praljak je natjecateljske 1964./1965. godine ušla u 1. rukometnu ligu Jugoslavije, te osvojila Kup SRBiH, da bi kasnije u finalu Kupa Jugoslavije izgubila od zagrebačkog Medveščaka. Ponovno osvajanje Kupa SRBiH se desilo 1968. godine, a ovoga puta u Kupu Jugoslavije klub je stigao samo do polufinala. Studenog 1970. godine Ranko Antović i Kemal Vražić prvi puta nastupaju za reprezentaciju SFRJ na Kupu Karpata u Rumunjskoj.
Visočki privredni gigant Vitex postaje 5. svibnja 1970. godine sponzor Bosne, tako da klub dobiva ime Vitex, koje će ostati u upotrebi narednu 21 godinu. Treći Kup SRBiH, Bosna osvaja 1971. godine, a iste godine pioniri visočke Bosne osvajaju pionirsko prvenstvo Jugoslavije. Klub 1972. godine završava na 13 mjestu i ispada iz 1. rukometne lige nakon 7 godina gdje je klub bio plasiran jedanput na 6, 7, 9 i 11 mjestu, a dvaput na 8 mjestu. Klub se nije dugo zadržao u drugoj ligi, jer se već sljedeće sezone 1972./1973. vraća u 1. rukometnu ligu Jugoslavije.
Klub postiže svoje najbolje rezultate i osvaja četvrto mjesto u sezoni 1974./1975. u tada skoro najjačoj ligi Europe. Uz to, klub je bio učesnik dva omladinska finala prvenstva Jugoslavije. Jedan od najboljih igrača visočke Bosne ikad, Zdenko Antović je u to vrijeme bio stalni Jugoslavenski reprezentativac, te kapetan momčadi omladinske reprezentacije Jugoslavije s kojom je 1977. godine osvojio bronzanu medalju u Švedskoj na svjetskom rukometnom prvenstvu.
Rukomet polako prelazi u dvorane, no nju Visoko nije imalo. Treniranje i igranje utakmica u Sarajevu, Vogošći, Zavidovićima i Hadžićima poslije tri prvoligaške godine dovodi do ispadanja iz 1. lige 1976. godine. Poslije četvrtog mjesta 1975., klub završava na kobnom 13 mjestu koje ga odvelo u niži rang. Usprkos nastojanjima kluba da se vrati u prvu ligu Jugoslavije, klub se od 1977. do 1992. natječe u Prvoj B ligi, i potom u drugoligaškoj konkurenciji. Najznačajniji rezultat iz ovog perioda je bio osvajanje Kupa SRBiH 1982. pobjedom nad Borcem iz Banje Luke, te izgubljeno četvrtfinale Kupa Jugoslavije iste godine.
Krajem 1980-tih u Visokom se počinje graditi nova dvorana. Športski centar je otvoren 9. travnja 1986. utakmicom između Vitexa i Radničkog iz Šida, dok je službena proslava otvorenja održana 28. studenog 1986. u utakmici protiv Borca iz Banje Luke.

### Druga liga i rat
Tokom 1984., pa sve do 1991. mnogo se trenera izmijenilo te se nije ostvarilo mnogo značajnijih rezultata. Tokom ovih sezona treneri su bili Nevzad Sirčo, Ranko Antović, Nijaz Omerbegović, Hurem Fikret i Zdenko Antović. Na skupćini 3. srpnja klub dobiva svoje novo, staro ime: Bosna. Za trenera se ponovno nakon dva desetljeća postavlja Srđan Praljak. Visočka škola rukometa se ponovo oživljava. 
Tada počinje Rat u Bosni i Hercegovini, koji je prekinuo natjecanje u 2 ligi-jug i sve planove za budućnost. Posljednja utakmica u Visokom je odigrana 28. ožujka 1992. između Bosne i Lovćena s Cetinja. Od 1992. do 1994. rukometni klub je mirovao. Zgrada kluba na gradskom stadionu je oštećena, te je nepovratno izgubljen veći dio arhive, ali je spašen dio pehara koji su bili svjedok uspjeha visočkog rukometa. U ratu stasava peta rukometna generacija. Na sastanku 19. travnja 1994. godine donesena je odluka o ponovnom pokretanju kluba. Predsjednik je bio Zaim Alić, dok se za trenera 20. siječnja 1995. imenuje Senad Skopljak.

### Oporavak i prve titule
Od 1995. godine rukometni klub Bosna se natječe u prvenstvu nove države Bosne i Hercegovine, ali s podijeljenim rukometnim savezima. Ipak, u sezonama 1997./1998. i 1998./1999. dolazi do doigravanja uz učešće najbolje plasiranih ekipa iz saveza sa sjedištem u Sarajevu i Mostaru, dok će tek 1999./2000. sudjelovati klubovi iz Republike Srpske. U šest odigranih prvenstava klub osvaja dva puta naslov prvaka 1997. i 1999. godine, tri puta Kup BiH 1995., 1998. i 2001. godine. U isto vrijeme sudjeluje u europskim kup natjecanjima, gdje je Bosna davala zavidne rezultate i ostvarila 7 pobjeda i isto toliko poraza. U mlađim kategorijama u ovom periodu pioniri su trostruki, kadeti petorostruki, a juniori četverostruki prvaci države. 
Članovi rukometnog kluba Bosne su također bili aktivni u Rukometnom savezu BiH. 5. prosinca 1994. Mirsad Sirčo je imenovan za potpredsjednika Rukometnog saveza, a od prosinca 1994. Kemal Vražić postaje Direktor reprezentacije, zajedno sa selektorom Nevzadom Sirčom, ljekarom dr. Seadom Mehičevićem, fizioterapeutom Asimom Kapetanovićem, te potparolom Salihom Hadžialićem, koji će raditi od 1996. do 1999., dok će Esad Konjičanin obnašati dužnost predsjednika Natjecateljskog odbora do 18. travnja 2000. 29. siječnja Rukometni savez BiH imenuje za izbornika i trenera juniorske reprezentacije Zdenka Antovića, a za pomoćnog trenera Zaima Alića. Od 1995. do siječnja 2000. godine rukometni klub Bosna daje četrnaest omladinskih reprezentativaca, a sedam seniorskih od kojih su najpoznatiji Hadžić Adis, Džudžo Mahir, Sirčo Edhem, Dobojak Salem i Mustafić Muhamed.

### Period opadanja
Nakon nekoliko uspješnih sezona klub je u sezoni 2002./2003. doživio veliki gospodarstveni, a samim time i organizacijski raspad koji će završiti s ostavkom predsjednika kluba, kada klub ostaje i bez uprave. Klub je u ovom razdoblju dva puta zauzeo deseto mjesto (2003. i 2004.), te jednom i deveto mjesto 2005. godine.
Ovaj period će biti karakterističan po čestim smjenama trenera, kao i članova upravnog odbora. Igru su nosili većinom igrači iz omladinskog pogona, s nekoliko iskusnijih i starijih Bosninih igrača. Iako su seniori bilježili dosta slabe rezultate, omladinski pogon bilježio i dalje dobre rezultate i osvjetlao obraz visočkog rukometa. U ovom periodu kadeti su prvenstvo države osvojili dva puta, i to 2004. i 2005. godine, dok su juniori bili najbolji 2005. godine.

### Stabilizacija i nove ambicije
Tek 2005. godine se iznalaze nova finansijska sredstva, kada Bosna dobiva nove sponzore koji tada unose popriličnu financijsku stabilnost. Shodno tome, nakon dugo godina nedovođenja novih pojačanja, Bosna dovodi dvojicu novih rukometaša. Bosna u Premijer ligi zauzima 8. mjesto u sezoni 2006. godine. Igrači Bosne u ovom periodu, Amir Čakić i Faruk Halilbegović su bili u prvoj postavi juniorske rukometne reprezentacije BiH, dok je Edhem Sirčo bio među tri najbolja strijelca Premijer lige.
U Kupu Bosne i Hercegovine, Visočani su stigli do četvrtfinala gdje su zaustavljeni od prvaka države Sarajevske Bosne. Iako je ukupni rezultat bio 62:62 iz dvije utakmice, dalje je prošla ekipa iz Sarajeva zbog više postignutih golova na strani. Najbolji strijelci za ovu sezonu u redovima Bosne su bili Edhem Sirčo (215), Amir Čakić (176), i Faruk Halilbegović (175). 
Novi selektori seniorske i omladinske bosanskohercegovačke rukometne reprezentacije su pozvali ukupno četiri Bosnina igrača. Amir Čakić je pozvan u seniorsku reprezentaciju BiH gdje je bio najmlađi igrač, dok su tri mlada igrača, Eso Zečević, Faruk Halilbegović i Mirza Mimić pozvani u prvu juniorsku reprezentaciju BiH.

## Sezona 2007/2008
Za sezonu 2007/2008 u klub su stigla tri pojačanja, reprezentativac BiH Muhamed Mustafić, Kenan Ahić, i Aldin Begagić. Bosna je u prvom kolu EHF Kupa igrala protiv Sutjeske iz Nikšića, i prošla ukupnim rezultatom 59-48 iz dvije utakmice. U prvoj utakmici u Nikšiću rezultat je bio 21-21, dok je u Visokom Bosna slavila ubjedljivu pobjedu rezultatom 38-27 i tako prošla u drugo kolo. U drugom kolu Visočani su igrali protiv Slovenskog predstavnika Gold Cluba, te izgubili ukupnim rezultatom 72-69. U prvoj utakmici u Sloveniji, Bosna je igrala neriješeno 38-38, te imala dobar rezultat za uzvrat u Visokom koji Bosna nije iskoristila, i izgubila utakmicu rezultatom 35-32. 
Izbornik rukometne reprezentacije BiH, Halid Demirović je za popis igrača za kvalifikacije na europsko prvenstvo 2009. u Hrvatskoj pozvao četiri igrača. Osim Muhameda Mustafića i Amira Čakića, koji su već ranije uključeni, pozvani su Faruk Halilbegović i Edhem Sirćo. Naknadno, u uži spisak nije ušao samo vremešni Edhem Sirćo. 
U zimskoj pauzi trener Zdeno Antović se sporazumno razišao s upravom Bosne. Nakon dužih pregovora, Halid Demirović, izbornik rukometne reprezentacije BiH, potpisao je 1. veljače ugovor na godinu i po dana. Uprava Bosne je već ranije kontaktirala Demirovića, i najavljivala ga kao novog trenera Bosne dva mjeseca ranije prije potpisa, a od 14. siječnjaa Demirović je telefonski bio u kontaktu s upravom i pomoćnim trenerom Handžićem. 

## Uspjesi i osvojena natjecanja
Jugoslavija:
- Pionirski prvaci Jugoslavije: 1
  - 1971.
- Osvajači Kupa Savezne republike BiH: 4
  - 1965., 1968., 1971., 1982.
- Finalisti Kupa Jugoslavije: 1
  - 1965.

Bosna i Hercegovina:
- Prvaci Bosne i Hercegovine: 2
  - 1997., 1999.
- Osvajači Kupa Bosne i Hercegovine: 3
  - 1995., 1998., 2001.

Europska natjecanja
- 1/8 finala EHF Kupa
  - 1999/2000

## Istaknuti igrači
- Srđan Praljak
- Slobodan Vasiljević
- Kemal Vražić
- Ranko Antović
- Mirsad Sirčo
- Tarik Skopljak
- Nevzad Sirčo
- Nenad Maksimović
- Mustafa Hodžić
- Fuad Mustagrudić
- Zdenko Antović
- Nijaz Omerbegović
- Adis Hadžić
- Edhem Sirčo
- Mahir Džuđo
- Faruk Vražalić
- Muhamed Mustafić
- Faruk Halilbegović
- Amir Čakić
- Mirza Hurem
- Adnan Harmandić
- Muhamed Toromanović

## Istaknuti treneri
- Nevzad Sirćo
- Srđan Praljak
- Halid Demirović
- Zdenko Antović
- Senad Skopljak

## Dvorana
Športska dvorana u kojoj rukometni klub Bosna odigrava svoje domaće utakmice se nalazi u sastavu kulturno-športskog centra Mladost, gdje se igraju i košarkaške, odbojkaške i malonogometne utakmice. Dvorana raspolaže s oko 2500 sjedećih mjesta. U sklopu centra se nalazi automatska kuglana, fitnes klub, kafe bar, deset svlačionica (četiri s kupatilima), kancelarije i ostale prostorije, kao i asfaltirano vanjsko igralište i veliki parking. Dvorana je često domaćin međunarodnim utakmicama rukometne reprezentacije Bosne i Hercegovine.  
Od 6. veljače 2016. svoje domaće utakmice klub je igrao u novoj dvorani Franjevačke klasične gimnazije u Visokom. Nakon nekog vremena ponovo su prešli igrati utakmice u KŠC Mladost.

## Vanjski poveznice
- Službene stranice RK Bosna
- EHF stranica Bosne
- Fotogalerija, 1954. - 2006. godina  Arhivirana inačica izvorne stranice od 30. prosinca 2007. (Wayback Machine)